# Berkhamsted
Berkhamsted är en stad och en civil parish i Dacorum, Hertfordshire, England. Orten har 16 498 invånare.